# Нимфа источника
Нимфа источника (итал. Ninfa della sorgente — тема, сюжет и иконографический тип многих произведений изобразительного искусства.
Элегическая тема классических композиций восходит к мифологическим сюжетам, в частности к античной легенде о калидонской девушке Каллирое (др.-греч. Καλλῐρόη — Прекраснотекущая). Её жених Корес убил себя дабы умилостивить гнев богов вместо приговорённой к жертве Каллирои, тогда девушка «умертвила себя, бросившись в источник», который «потом в её память люди назвали ручьём Каллирои».
В античности источники воды именовали кренами (др.-греч. Κρηνη) и почитали как место явления нимф. Их оформляли мраморными чашами, стелами, рельефами и статуями. В 1512 году папа римский Юлий II приобрёл античную скульптуру «Спящая Ариадна». Скульптуру установили на древнеримском саркофаге. Композицию приспособили для фонтана (струи воды били из отверстий саркофага). Рафаэль Санти сделал с «фонтана нимфы» рисунок и использовал его для фигуры музы Евтерпы на фреске «Парнас» в Станце делла Сеньятура Ватиканского дворца. По этому рисунку выполнил офорт его помощник Маркантонио Раймонди.
Приспособление античной скульптуры для фонтана отчасти объясняется популярностью в конце XV века псевдолатинского эпиграфа, опубликованного М. Ф. Ферраринусом, приором монастыря кармелитов в Реджо-нель-Эмилия. Надпись якобы была начертана на камне грота древнего фонтана где-то в районе Дуная с изображением спящей нимфы: «Huius nympha loci, sacri custodia fontis, Dormio, dum blandae sentio murmur aquae. Parce meum, quisquis tangis caua marmora, somnum Rumpere. Sive bibas sive lavere tace» (Нимфа этого места, хранительница священного источника, я сплю, чувствуя успокаивающее журчание воды. Пощади меня, кто бы ни коснулся мраморного пола, не буди меня. Пьешь ли ты или купаешься, молчи).
В Средневековье античные городские водоёмы с фонтанами преобразовывали в «Святые колодцы», придавая им новое сакральное значение: воды как источника вечной жизни. Мотив «Спящей нимфы» и сопровождающая надпись стали неотъемлемой частью модных воссозданий райских садовых уголков (loci amoeni) вплоть до XVIII века, а скульптуры фонтанов уподобляли ватиканской «Клеопатре» (так некоторое время называли скульптуру Спящей Ариадны).
Одним из источников ренессансной иконографии «спящих нимф» является поэма «Гипнэротомахия Полифила» (лат. Poliphili Hypnerotomachia, ubi humana omnia non nisi somnium esse docet, atque obiter plurima scitu sane quam digna commemorat, — «Любовное борение во сне Полифила, в котором показывается, что все дела человеческие есть не что иное как сон, а также упоминаются многие другие, весьма достойные знания предметы»), изданная в Венеции, в типографии Альда Мануция в 1499 году. Текст, предположительно написанный доминиканским монахом Франческо Колонной (существуют и другие версии, в том числе предполагается авторство Леон Баттиста Альберти), сопровождается гравюрами в технике ксилографии.
В одной из сцен романа рассказывается, как Полифил, влюблённый в Полию, оказывается на зелёной лужайке, где видит античный рельеф с греческой надписью: «Всё рождающая». На рельефе, между двух колонн, «изваяна прекрасная спящая нимфа, распростёртая на покрывале». На гравюре, иллюстрирующей эту сцену, над спящей нимфой показан сатир, отдёргивающий покрывало, плодоносное древо и маленькие фавны. В тексте также говорится о том, что «из прекрасной девственной груди нимфы вытекала вода». Отсюда последующие названия подобных композиций: «Нимфа источника» и «Источник вечной молодости» (Fontana della Vita). На гравюре конца XV века, изображающей «Нимфу источника», уже найдена томная и целомудренная поза богини: одна рука закинута за голову, другая прикрывает лоно.
В период 1530—1535 годов немецкий художник Лукас Кранах Старший написал несколько (известно восемь) вариантов картины «Нимфа источника». Художник, вероятнее всего, следовал описанию и гравюре из «Гипнэротомахии Полифила». Известны и другие прототипы композиции «Спящая нимфа». К некоторым из них добавляли характерные атрибуты: купидон (амур), лук со стрелами, куропатка, и тогда фигура нимфы превращалась в богиню Венеру или Луксурию — римскую аллегорию вожделения (лат. luxuria — изобилие, пышность, тучность).
Иконография «нимфы источника» повлияла на формирование композиций многих произведений искусства эпохи итальянского Возрождения, в том числе изображений «Спящих Венер». Наиболее знаменитыми из них являются «Спящая Венера» Джорджоне да Кастельфранко и последующие картины на эту тему Тициана и многих других художников. Образы Венер, ассоциирующиеся с темой Венеры Прародительницы (лат. Venus Genetrix), богини домашнего очага и материнства (легендарной основательницы рода Юлиев, к которому принадлежал император Гай Юлий Цезарь), стали основой живописных и скульптурных произведений французских художников школы Фонтенбло. Например, «Нимфы Фонтенбло», произведение Жана Кузена «Ева — первая Пандора», многих изображений Дианы де Пуатье, фаворитки короля Генриха II Валуа, восходящие к античным рельефам и к скульптуре «Дианы Охотницы». Выдающееся произведение на тему «Нимфы источника» создал французский живописец Ж. О. Д. Энгр — картину «Источник» (1820—1856).

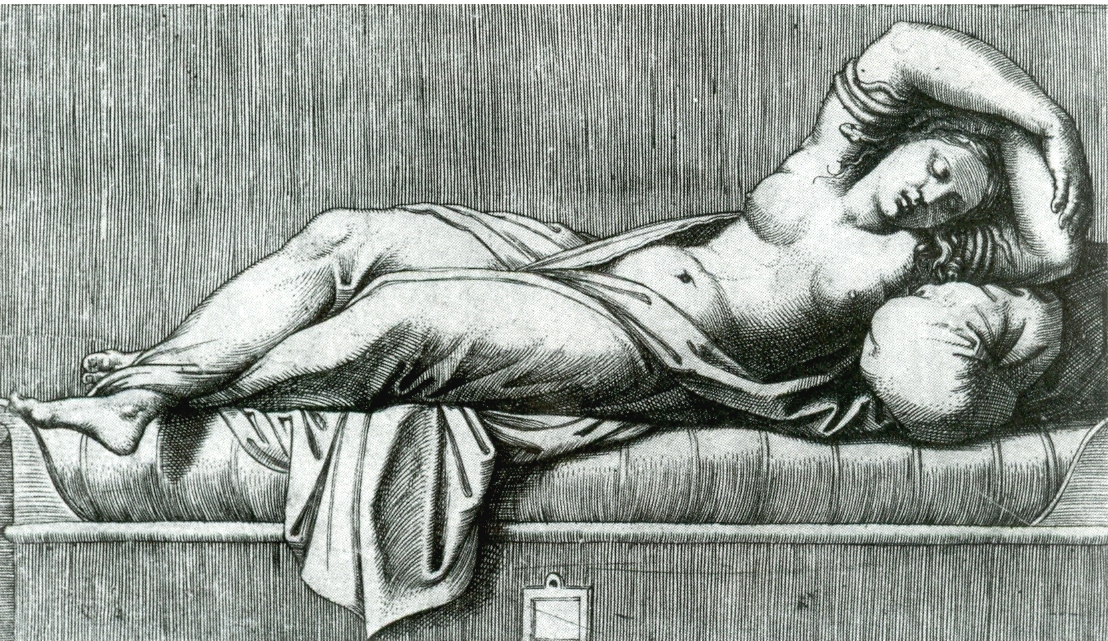
Mаркантонио Раймонди. Клеопатра. Офорт. Ок. 1520 г.
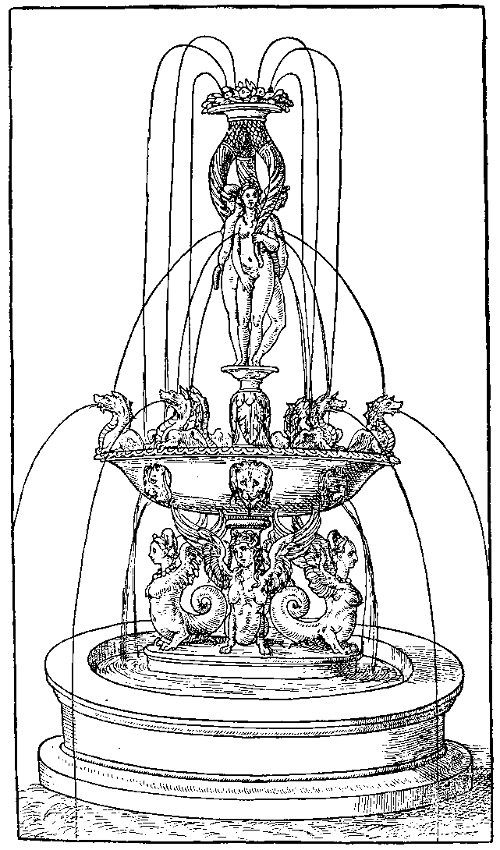
Иллюстрация из «Гипнэротомахии Полифила». Ксилография. Издание Альда Мануция. 1499
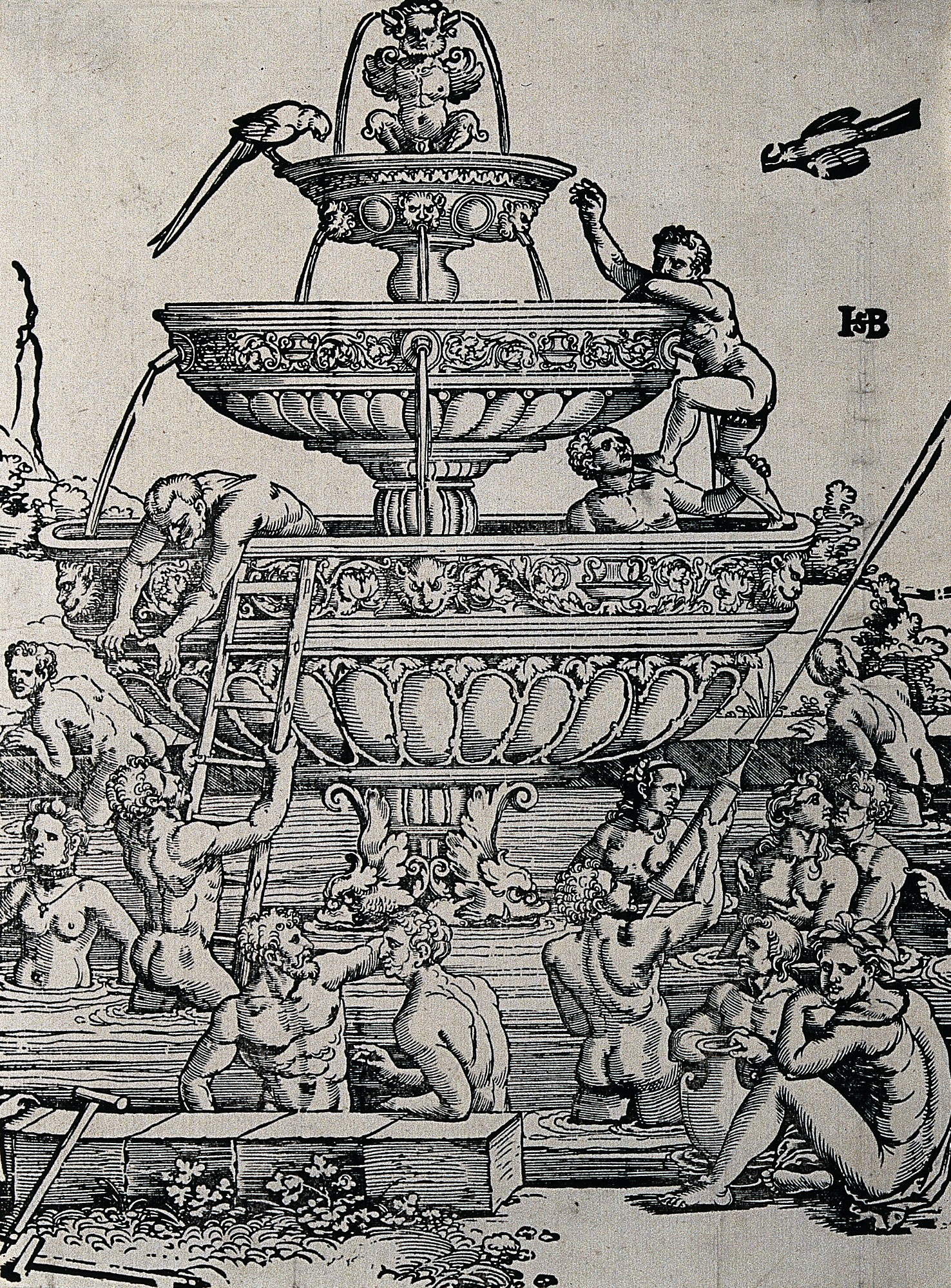
Г. З. Бехам. Фонтан молодости. Ок. 1536. Ксилография
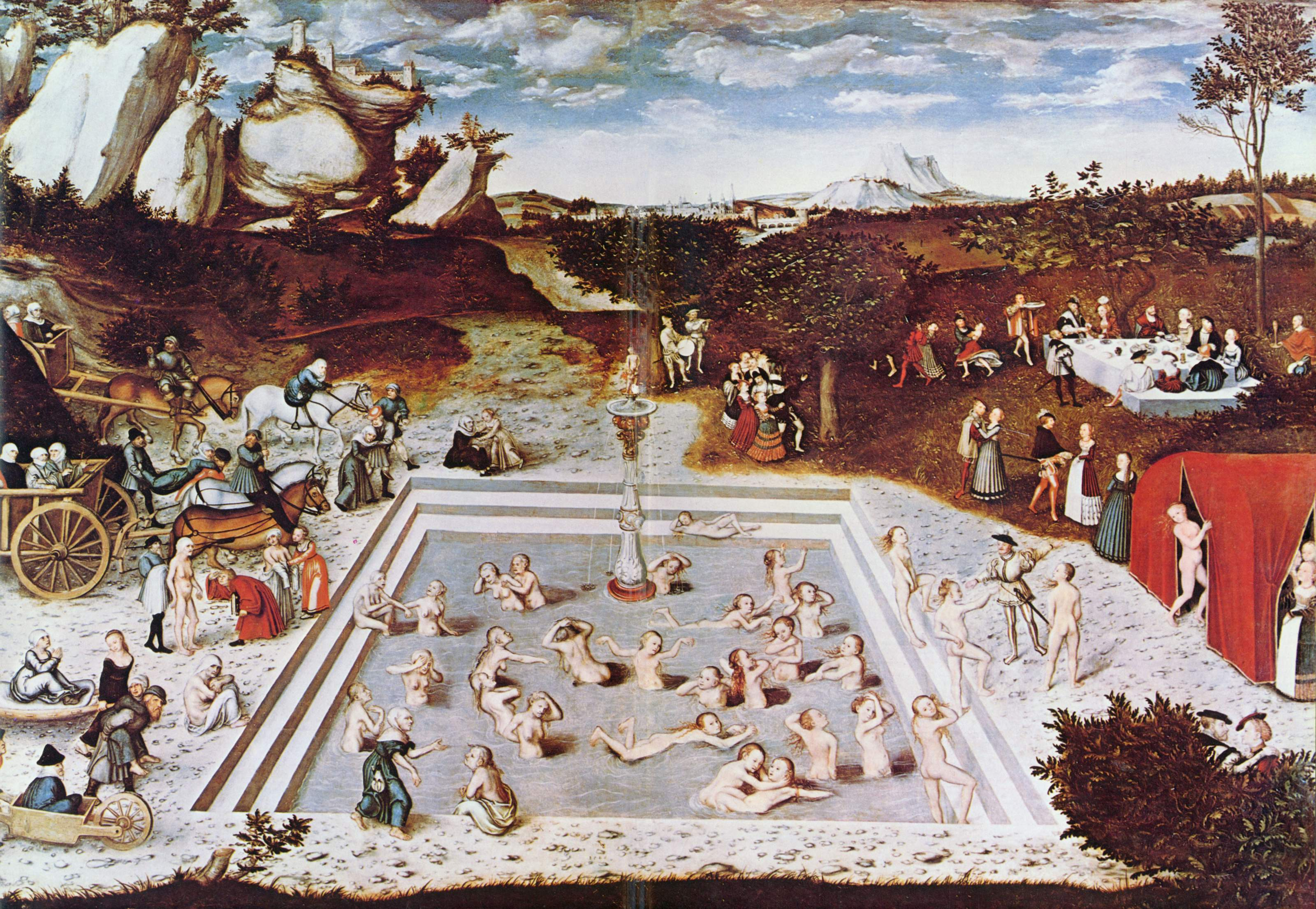
Л. Кранах Старший. Источник молодости. 1546. Дерево, масло. Берлинская картинная галерея
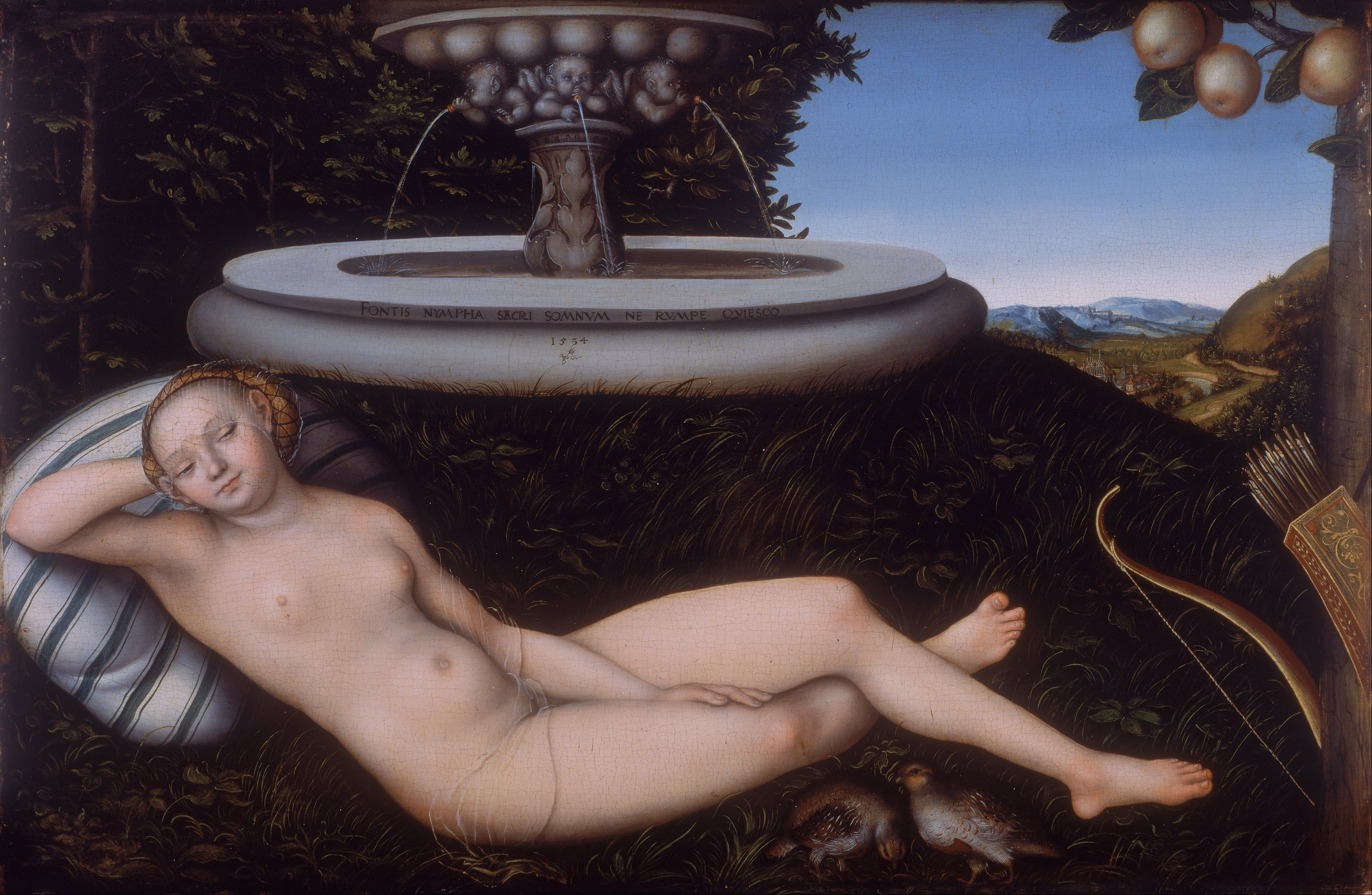
Л. Кранах Старший. Нимфа источника. 1534. Дерево, масло. Галерея искусств Уокера, Ливерпуль
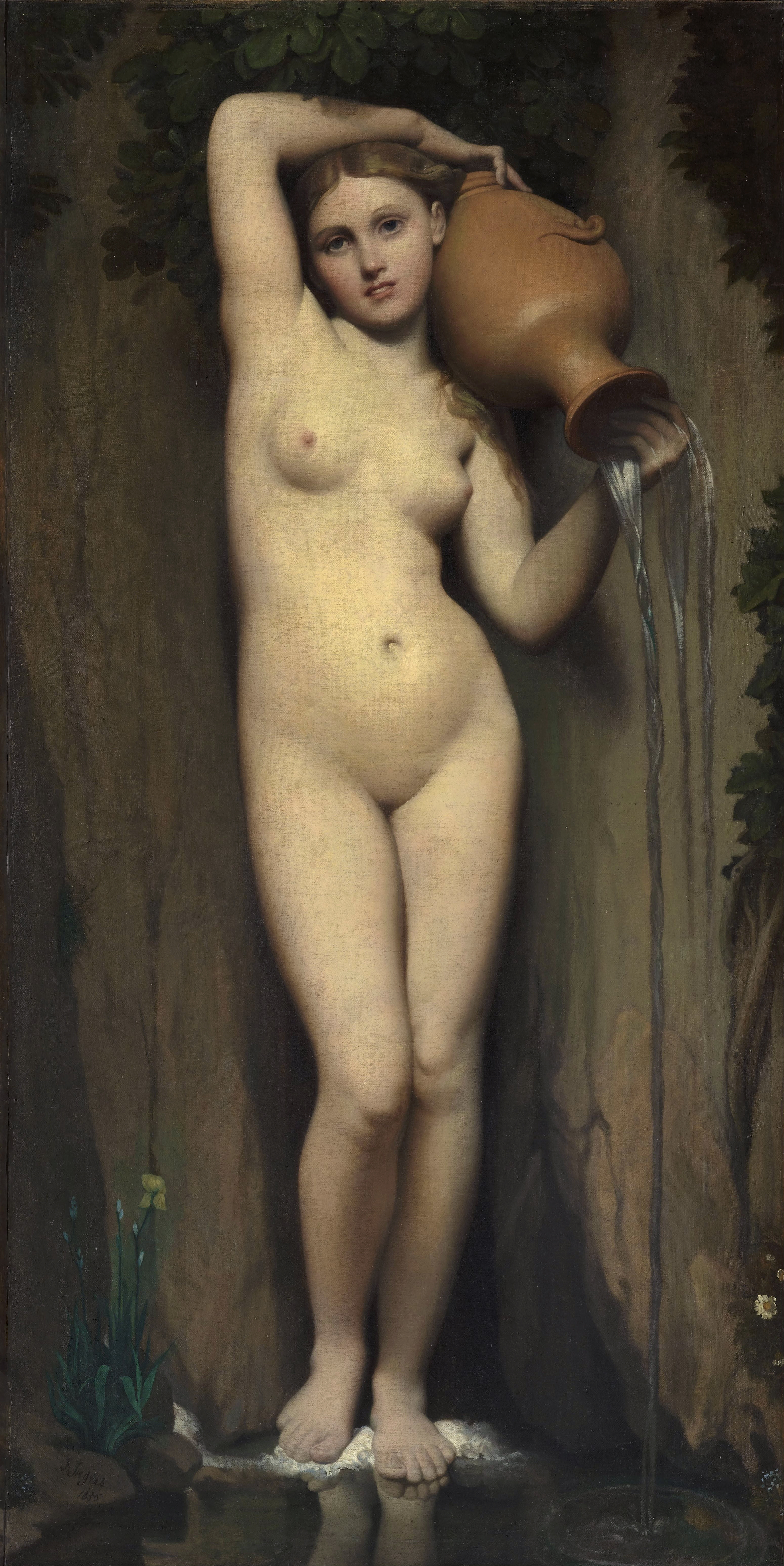
Ж. О. Д. Энгр. Источник. 1820—1856. Холст, масло. Музей Орсе, Париж